# Asura toxodes
Asura toxodes är en fjärilsart som beskrevs av George Francis Hampson 1907. Asura toxodes ingår i släktet Asura och familjen björnspinnare. Inga underarter finns listade i Catalogue of Life.